# NGC 1742
NGC 1742 је појединачна звезда у сазвежђу Орион која се налази на NGC листи објеката дубоког неба.
Деклинација објекта је - 3° 17' 14" а ректасцензија 5h 2m 0,5s. Привидна величина (магнитуда) објекта NGC 1742 износи 14,6 а фотографска магнитуда 13,7.